# El meu xicot és boig
El meu xicot és boig (títol original: Brewster's Millions) és una pel·lícula de comèdia estatunidenca de 1945 dirigida per Allan Dwan i protagonitzada per Dennis O'Keefe i Helen Walker. Està doblada al català.
És una de les moltes adaptacions cinematogràfiques de la novel·la homònima de 1902 de George Barr McCutcheon i la posterior adaptació de l'obra de teatre de gran èxit de Byron Ongley i Winchell Smith . A la novel·la, Brewster és corredor de borsa; en aquesta versió, es representa com un soldat que torna de la guerra.
Louis Forbes va ser nominat a un premi de l'Acadèmia a la millor música d'una pel·lícula dramàtica o de comèdia.

## Argument
Montague L. Brewster, un soldat estatunidenc acabat d'acomiadar de la lluita a Europa durant la Segona Guerra Mundial, torna a casa a Nova York per casar-se amb la seva estimada, Peggy Gray. Tanmateix, ha d'ajornar el casament després d'assabentar-se d'una estranya inesperada.
El seu oncle difunt li ha deixat 8 milions de dòlars, però només pot heretar els diners si pot gastar-ne un milió abans del seu 30è aniversari, el 13 d'octubre de 1944, a només dos mesos de distància, sense conservar cap actiu. L'advocat explica que l'oncle de Brewster esperava que el faria tan fart de gastar-se que la resta de la fortuna no es malgastés. Les condicions inclouen no dir-li a ningú el que està fent. Brewster accepta de mala gana.

## Repartiment
- Dennis O'Keefe com Montague L. Brewster
- Helen Walker com Peggy Gray
- June Havoc com Trixie Summers
- Eddie "Rochester" Anderson com Jackson
- Louise Franklin com xicota d'en Jackson
- Gail Patrick com Barbara Drew
- Mischa Auer com Michael Michaelovich
- Nana Bryant com Mrs. Gray
- John Litel com Swearengen Jones
- Joe Sawyer com Hacky Smith
- Neil Hamilton com Mr. Grant
- Herbert Rudley com Nopper Harrison
- Thurston Hall com coronel Drew
- Chester Conklin com porter (sense acreditar)
- Byron Foulger com advocat Lyons (sense acreditar)

## Producció
Edward Small originalment volia filmar una altra farsa, Are You a Mason? i va comprar els drets a Paramount el 1942 amb la intenció de fer una pel·lícula per a Jack Benny. Tanmateix, hi havia confusió sobre els drets europeus, així que va decidir adaptar Brewster's Millions. Va comprar els drets el juny de 1944.
Garry Moore va ser pensat originalment, però va ser substituït després d'un dia de rodatge per Mischa Auer.
Allan Dwan la va anomenar "probablement una de les millors peces de material que he tingut mai" com a director.

## Recepció
Time Out London ho va descriure com "cap obra mestra, però realment molt inventiva".
La pel·lícula va ser prohibida a Memphis, per la raó que era "enèmica per al benestar públic" perquè el personatge de criat, interpretat per l'actor afroamericà Eddie "Rochester" Anderson, tenia "una manera massa familiar de ser". El Memphis Board of Motion Picture Censors es va queixar que la imatge presentava "massa igualtat social i barreja racial" per al públic del sud, i va expressar el temor que la pel·lícula "fomentés" els problemes racials.

## Adaptació radiofònica
L'adaptació del Lux Radio Theatre va comptar amb Jack Benny com a Brewster. Eddie Anderson va interpretar el majordom i la consciència de Benny a The Jack Benny Program .